# Hauptbahnhof Taipeh
Der Hauptbahnhof Taipeh (chinesisch 臺北車站) ist ein Bahnhof im Bezirk Zhongzheng in Taipeh, Hauptstadt der Republik China (Taiwan). Er wurde 1897 eröffnet. 1989 wurde das heutige Verkehrsbauwerk eröffnet.
Der Bahnhof besitzt insgesamt vier Ebenen, die zum Großteil unterirdisch liegen. Besonderheiten des Bahnhofs sind der Food Court im Obergeschoss und die markante Bahnhofsuhr.
Er wird für den Nah- und Fernverkehr genutzt, ein Busbahnhof ist auf der anderen Straßenseite. Der Bahnhof wird von der Taiwanischen Eisenbahn, der Taipei Rapid Transit Corporation (Metro Taipei) und Taiwan High Speed Rail betrieben. Der Hochgeschwindigkeitszug Taiwan High Speed Rail verkehrt seit 2007 hier. Die Metro-Anbindung erfolgte am 25. Dezember 1997. Um 113.000 Passagiere benutzen den Bahnhof täglich.
Folgende Züge verkehren hier:
- Nangang Line (BL12)
- Tamsui-XInyi Line (Metro) (R10)
- Western Line (100)
- Taiwan High Speed Rail (02/TPE)
- Taoyuan Metro (A1) zum Taoyuan Airport